# Juan de Borgoña (1231-1268)
Juan de Borgoña (n. 1231 - m. 29 de septiembre de 1268) fue conde de Charolais y señor de Borbón.
Era hijo de Hugo IV de Borgoña y su esposa, Yolanda de Dreux.

## Matrimonio y descendencia
Juan de Borgoña se casó en febrero de 1277 o en 1248 con Inés de Dampierre (d. 1288), la heredera de Archimbaldo IX de Borbón de la Casa de Dampierre. Después del fallecimiento de su suegro en 1249, Juan se convirtió en señor de Borbón en el derecho de su esposa (jure uxoris).
Juan e Inés tuvieron una hija:
Beatriz de Borgoña (m. 1310) que heredó las posesiones de ambos padres, y en 1272, se casó con el príncipe heredero Roberto de Clermont, hijo de Luis IX de Francia y de esta manera fundaron la dinastía de los Capetos-Borbones.